# Гарднер, Рэнди (рекордсмен)
Рэ́нди Га́рднер (англ. Randy Gardner; род. 19 октября 1946 года) — американский рекордсмен. В 1963 году, в возрасте 17 лет, будучи учеником средней школы в Сан-Диего, штат Калифорния, установил рекорд по продолжительности отсутствия сна. Гарднер не спал 11 дней и 25 минут (264,4 часа), побив предыдущий рекорд бессонницы в 260 часов, установленный диджеем Томом Раундсом в Гонолулу.
Рекорд был установлен под руководством исследователя процесса сна из Стэнфордского университета врача Вильяма Демента. Здоровье рекордсмена отслеживалось подполковником Джоном Дж. Россом. Этот опыт, в связи с продолжительным лишением человека сна и подробным медицинским документированием, приобрёл большую известность среди сообщества соответствующих исследователей.

## Влияние на здоровье
Часто утверждается, что эксперимент Гарднера демонстрирует, что продолжительное лишение сна имеет весьма небольшой эффект, сродни изменению настроения, который может быть связан и с усталостью. Это основное положение происходит также и от заявления Демента, что на десятый день эксперимента Гарднер был в состоянии, кроме всего прочего, обыграть его в пинбол.
Однако подполковник Джон Росс, который контролировал его состояние здоровья, сообщил о серьёзном изменении умственных способностей и поведения в период лишения сна, включающее в себя удручённость, проблемы с концентрацией и краткосрочной памятью, параноид и галлюцинации. На четвёртый день Гарднер представлял себя Полем Лоуи, участником ежегодного матча по американскому футболу Роуз Боул, и принимал уличный знак за человека. В последний день, когда его попросили последовательно вычитать 7 из заданного числа, начиная со 100, он остановился на 65. Когда его спросили, почему он остановил счёт, Рэнди Гарднер заявил, что забыл, что сейчас делает.
В этот же день Гарднер присутствовал на пресс-конференции, где он говорил членораздельно и без запинок, и, в общем, выглядел замечательно. «Я хотел доказать, что ничего плохого не случится, если вы не будете спать», — говорит Гарднер. «Я думал, что я смогу побить этот рекорд и не думаю, чтобы это было неприятно».